# Râul Chiulug
Râul Chiulug este un curs de apă, afluent al râului Chiua. 